# Ludvig Otterström
David Ludvig Otterström, född 2 mars 1838 i Karlstad, död 22 februari 1892 i Göteborg, var en svensk skådespelare.
Ludvig Otterström var son till köpmannen David Otterström. Han började som biträde i Akademiska bokhandeln i Uppsala. Efter en kort tids anställning där debuterade han som skådespelare på Ladugårdslandsteatern i Stockholm 1856. 1857 antogs han som elev vid Kungliga Teatern, där han efter två år uppflyttades till aktörsstat. Senare var Otterström anställd dels vid Nya teatern i Helsingfors, dels vid olika kringresande sällskap i Sverige samt olika teatrar i Stockholm. 1870–1871 var han tillsammans med Walter Ahlström och August Broström direktör för ett eget sällskap kallat de tre strömmarnas sällskap. 1877–1879 var han ledare av det före detta Tivanderska sällskapet. 1881 lämnade han för två år teatern och tjänstgjorde som kommissarie vid utställningarna i Malmö och Sundsvall. Han blev ekonomidirektör vid August Lindbergs sällskap och tillhörde detta sällskap även sedan det övertagits av Albert Ranft. Från 1886 var han knuten till William Engelbrechts sällskap, varefter han levde de sista åren av sitt liv utan fast sysselsättning. Som scenkonstnär spelade Otterström både klassiska och moderna roller. Bland hans roller märks Sullivan i Mélesvilles komedi med samma namn, Kammarherre Brattsberg i Henrik Ibsens De ungas förbund, Polonius i Hamlet och titelrollen i Philippe-François Dumanoir och Adolphe d'Ennerys Don Cesar de Bazano. 1891 Otterström Från salong och scen med minnen från sin teaterbana.